# Сопова, Анна Дмитриевна
Анна Дмитриевна Сопова (10 мая 1924 — 31 января 1943) — антифашистка-подпольщица, во время Великой Отечественной войны — член подпольной комсомольской организации «Молодая гвардия» во временно оккупированном городе Краснодоне.

## Биография
Анна Дмитриевна Сопова родилась 10 мая 1924 года в селе Шевырёвка Артёмовского округа Донецкой губернии Украинской ССР (ныне в черте города Донецка — административного центра Донецкой области Украины) в семье рабочего Дмитрия Петровича (Пепуговича) и домохозяйки Прасковьи Ионовны Соповых. Русская. В родном селе окончила 3 класса сельской школы[значимость факта?]. Обучение заканчивала в школе № 1 в городе Краснодоне, куда семья Соповых переехала в 1935 году[значимость факта?].
В 1939 году Анна вступила в комсомол. Была пионерской вожатой. Накануне войны закончила 9-й класс.
С началом Великой Отечественной войны Анна от имени комсомольской организации занималась сбором медикаментов для раненых и бутылок для «коктейлей Молотова». Затем пошла работать плитовой на шахту № 2 бис[значимость факта?]. Во время немецкой оккупации Краснодона[когда?] вступила в подпольную комсомольскую организацию «Молодая гвардия». Была избрана командиром звена. Анна Сопова активно участвовала в работе подпольной организации.
Писала и расклеивала листовки, собирала[где?] сведения о численности и расположении немецких оккупационных войск, в ночь на 7 ноября 1942 года участвовала в акции по водружению красного флага над дирекционом.
После начала арестов молодогвардейцев в начале января 1943 года Анна Сопова осталась в Краснодоне, носила передачи арестованным, планировала их побег.
Но 25 января 1943 года она была сама арестована и 31 января 1943 года после пыток казнена.
Похоронена в братской могиле молодогвардейцев на центральной площади Краснодона.

## Награды
- Орден Отечественной войны 1 степени (13.09.1943, посмертно)
- Медаль «Партизану Отечественной войны 1 степени» (21.09.1943, посмертно)